# Tatra 75
Tatra 75 byl osobní automobil vyráběný českou automobilkou Tatra v Kopřivnici od roku 1934. Během pěti let bylo vyrobeno 4501 kusů; výroba byla ukončena v roce 1942.

## Charakteristika
Model byl nástupcem Tatry 54. Tatra 75 má čtyřválcový vzduchem chlazený motor s rozvodem OHV a objemem válců 1688 cm³ o výkonu 30 koní (22 kW). Přední i zadní náprava má listová pera. Převodovka je čtyřstupňová s přidaným rychloběhem, první verze automobilu měly místo rychloběhu volnoběžku. Některé Tatry 75 mají rychloběh i volnoběh. Automobil mohl dosáhnout maximální rychlosti 90–100 km/h. Všechny verze měly hydraulické brzdy.
Vůz byl vyráběn ve čtyřech karosářských variantách – čtyřmístný kabriolet, čtyřmístný čtyřdveřový sedan, šestimístný čtyřdveřový sedan na prodlouženém podvozku a dvoumístný valníček.

## Konstrukční uspořádání
Podobně jako všechny předválečné osobní automobily Tatra, je i TATRA 75 postavena na základě nosné páteřové roury s výkyvnými poloosami odpruženými příčnými listovými pery. Poháněná jsou zadní koly, na předním konci páteřové roury je namontován motor typu „boxer“ (s protilehlými válci). Palivová nádrž se nachází nad motorem, doprava paliva je spádová. Palivová nádrž nebyla vybavena palivoměrem, dovnitř vozu bylo namísto toho vyvedeno ovládání palivového kohoutu s polohami „zavřeno“, „otevřeno“ a „rezerva“. Vozy byly vybaveny hydraulickými brzdami, centrálním mazáním (cca každých 100 km jízdy bylo nutné šlápnout na zvláštní pedál v prostoru spolujezdce).
Kostra karosérie byla dřevěná, na kostru byly upevněny plechy karosérie. Přední kapota se odklápěla dozadu, u prvních ročníků se odklápí pouze její střední část mezi oběma blatníky a blatníky zůstávají pevné. Kvůli pevným blatníkům je ale špatný přístup k válcům motoru, proto byla u pozdějších kusů zavedena konstrukční úprava – blatníky se zvedaly společně s kapotou jako jeden celek.
Karosérie kabriolet (v tomto provedení je převážná část dochovaných kusů) je dvoudvéřová, dveře se otevírají dozadu a stahovací okna jsou „bezrámová“ (rám okna se zatahuje do dveří spolu se sklem). Zavazadelník byl přístupný pouze zevnitř vozu, na jeho vnější straně se nachází držák rezervy. U prvních kusů se počítalo se dvěma rezervami uloženými na sobě, později bylo místo pro rezervu zahloubeno do karosérie a držák se snížil jen na 1 rezervu.
Sklápěcí plátěná střecha provedení kabriolet měla vnější plášť ze střechovice, vnitřní textilní potah a izolační vložku z koňských žíní. Nůžkový mechanismus umožňoval sklápění střechy směrem vzad.
Interiér vozu odpovídal tomu, že ve své době šlo o vůz vyšší střední třídy – centrální rychloměr s hodinami a počitadlem km, schránka na drobnosti před spolujezdcem, kožené čalounění sedadel. Pod zadním sedadlem byl prostor pro autobaterii, sadu nářadí a popř. drobná zavazadla. Zajímavě je řešeno vytápění interiéru: pod nohama spolujezdce je plechová klapka, při jejím otevření proudí teplý vzduch od motoru do interiéru.

## Ovládací prvky
Volant byl vpravo, ale existují i kusy s volantem vlevo (pravděpodobně se jednalo o kusy určené na export do Německa, kde se již před válkou jezdilo vpravo). Řízení je hřebenové, velice přesné a snadno ovladatelné i bez posilovače. Rejd kol je ve srovnání s dnešními auty poměrně malý.
Ovládací prvky jsou podobné, jako u dnešních aut, s několika odlišnostmi: klíček ovládá zapalování a světla. Táhlo startéru se nachází pod palubní deskou.
Pro případ vybité baterie je k dispozici startování klikou – studený motor bylo nutné nejdříve protočit při vypnutém zapalování, poté zapnout zapalování a škubnout klikou směrem vzhůru. Motor na toto jedno škubnutí zpravidla chytí.
Na palubní desce je táhlo sytiče a páčka „ručního plynu“, přesněji řečeno nastavení volnoběhu, které bylo nutné za jízdy dolaďovat podle toho, zda byl motor studený či ohřátý. Kromě pedálů plynu, spojky a brzdy je zde navíc malý pedál (tlačítko) přepínání dálkových a tlumených světel.
Řadicí páka má schéma: jednička k volantu (vpravo vpřed), dvojka vpravo vzad, trojka vlevo vpřed, čtyřka vlevo vzad. Zpátečka je jištěna nutností řadicí páku povytáhnout vzhůru.
Vedle řadicí páky se nachází ještě páka řazení volnoběžky (u starších kusů, volnoběžka byla později nahrazena rychloběhem). Při zařazeném volnoběhu vůz „plachtil“, tzn. při ubrání plynu nebrzdil, ale jel na volnoběh bez nutnosti vyřazovat rychlost. Volnoběh bylo nutné vyřadit při couvání nebo před sjížděním dlouhých kopců, kde bylo zapotřebí brzdit motorem.
Další pákou montovanou na centrální nosnou rouru je páka ruční brzdy; ruční brzda působí na zadní kola.
V prostoru spolujezdce se nachází pedál centrálního mazání a ovládání palivového kohoutu.
Motorky stěračů se nacházejí přímo na palubní desce a každý stěrač je ovládán samostatným vypínačem. Směrová světla se ovládají přepínačem uprostřed palubní desky.

## Elektrovýbava
Elektrická soustava vozu byla na napětí 6V. Autobaterie se nacházela pod zadním sedadlem, dynamo je poháněné klínovým řemenem od setrvačníku motoru. Elektrická výbava zahrnovala elektrický startér, přední světla s přepínáním dálkové / tlumené (BOSCH, později SCINTILLA), původně pouze 1 sdružené koncové a brzdové světlo, 2 směrová světla (malé „kuličky“ na sloupcích předního skla), osvětlení interiéru a přístrojů. Elektrická houkačka je umístěná pod kapotou, tlačítko ovládání je uprostřed volantu.
Dnes provozované veterány mají navíc (nepůvodní) přední směrová světla, 2 zadní sdružená světla (koncové / brzdové, směrové), popř. ještě zadní mlhovku.

## Jízdní chování
Zpřevodování vozu je poměrně „krátké“, proto dobový návod k obsluze doporučoval rozjíždět se na dvojku. První ročníky vybavené volnoběžkou mají optimální cestovní rychlost okolo 60–70 km/h, vyšší rychlost je možné dosáhnout jen za cenu nepříjemného přetáčení motoru. To byl také důvod pro pozdější zavedení rychloběhu.
Kvůli vzduchem chlazeném motoru je hluk v kabině poměrně značný. Hluk dále zesílí při otevření klapky topení.
Hřebenové řízení je velice přesné a lehké, i když vůz není vybaven posilovačem. Řazení je rovněž velmi přesné. Převodovka je synchronizovaná (kromě jedničky a zpátečky), nicméně dobový návod k použití doporučoval tzv. „přepínání na dvakrát“ (řazení nadvakrát), a to směrem nahoru bez meziplynu s dvojím vyšlápnutím spojky, řazení dolů s meziplynem a dvojím vyšlápnutím spojky. Při zařazeném volnoběhu mohl zkušený řidič řadit i bez spojky, jen bylo nutné srovnat otáčky motoru.
Brzdy nemají posilovač a ve srovnání s dnešními auty neobstojí – při brzdění je nutné na pedál šlápnout opravdu velkou silou, a ani tak nejsou bubnové brzdy u poměrně těžkého auta příliš účinné.
U karosérie „kabriolet“ je velmi špatný (skoro žádný) výhled vzad. Naštěstí toto v silničním provozu 30. let nebylo nutné řešit. Zpětné zrcátko bylo původně jen 1 vnitřní, velmi malé, navíc v plátěné střeše je jen malé zadní okénko.

## Galerie

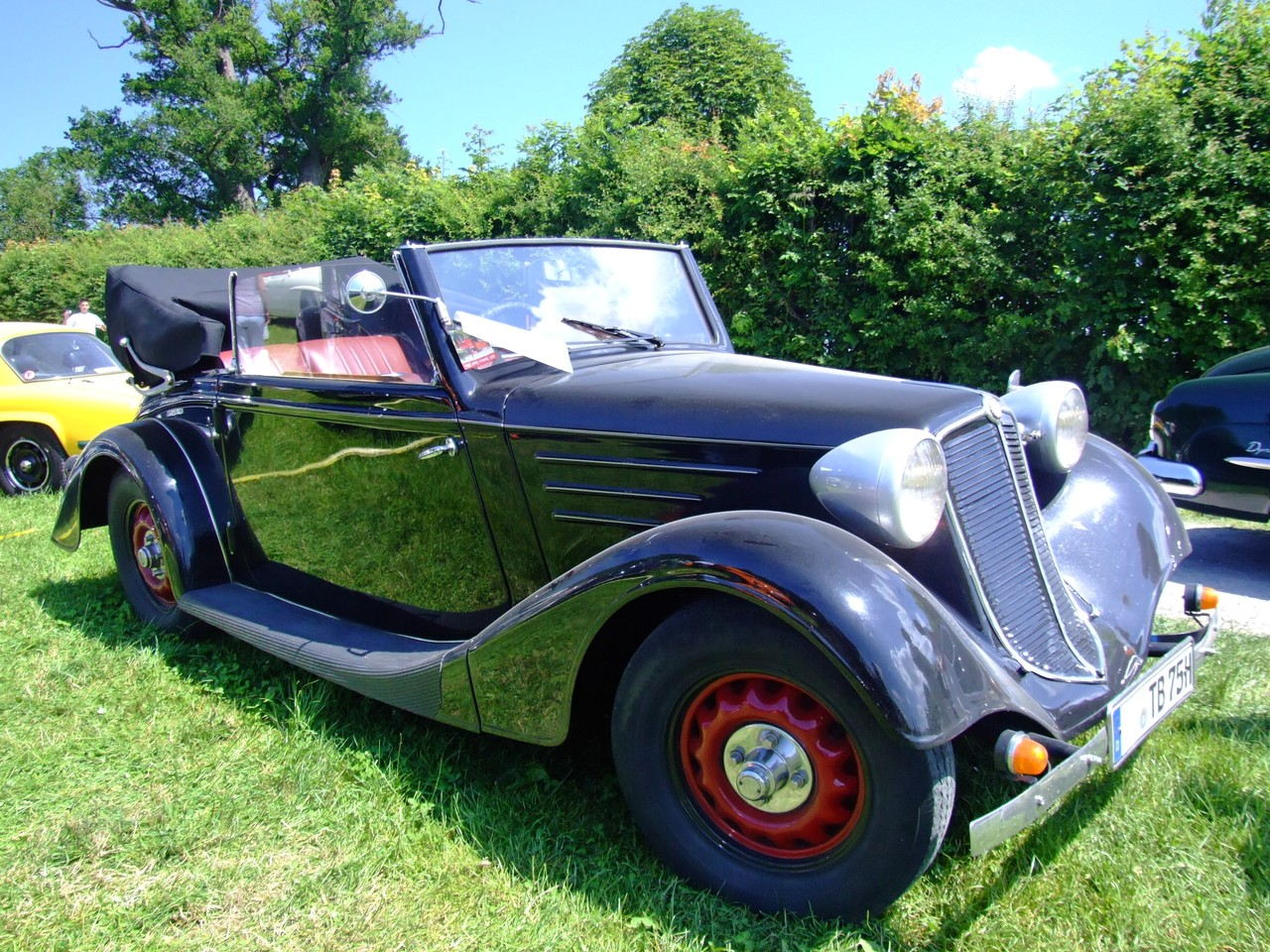
Tatra 75 Cabrio
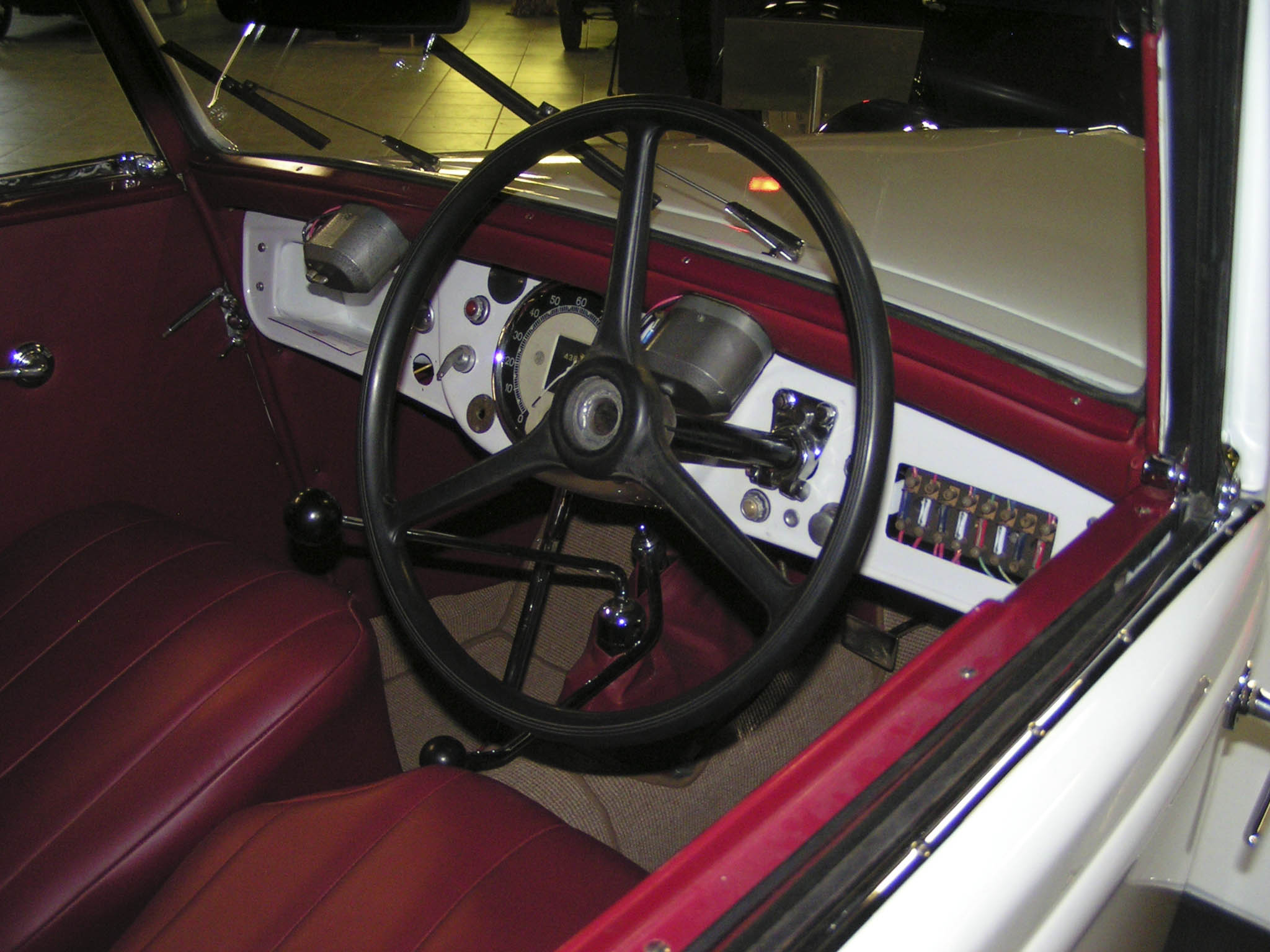
Interiér
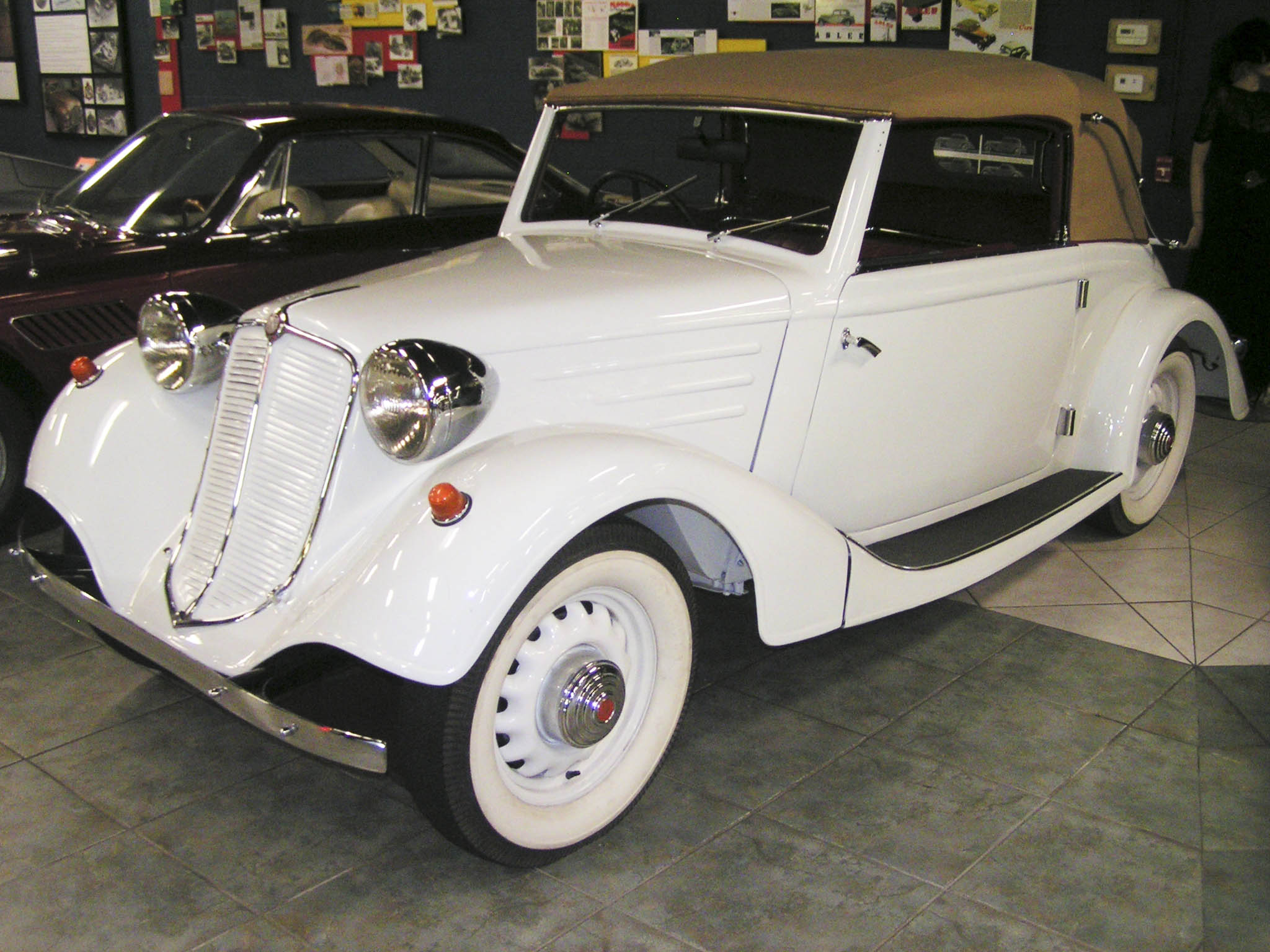
Tatra 75
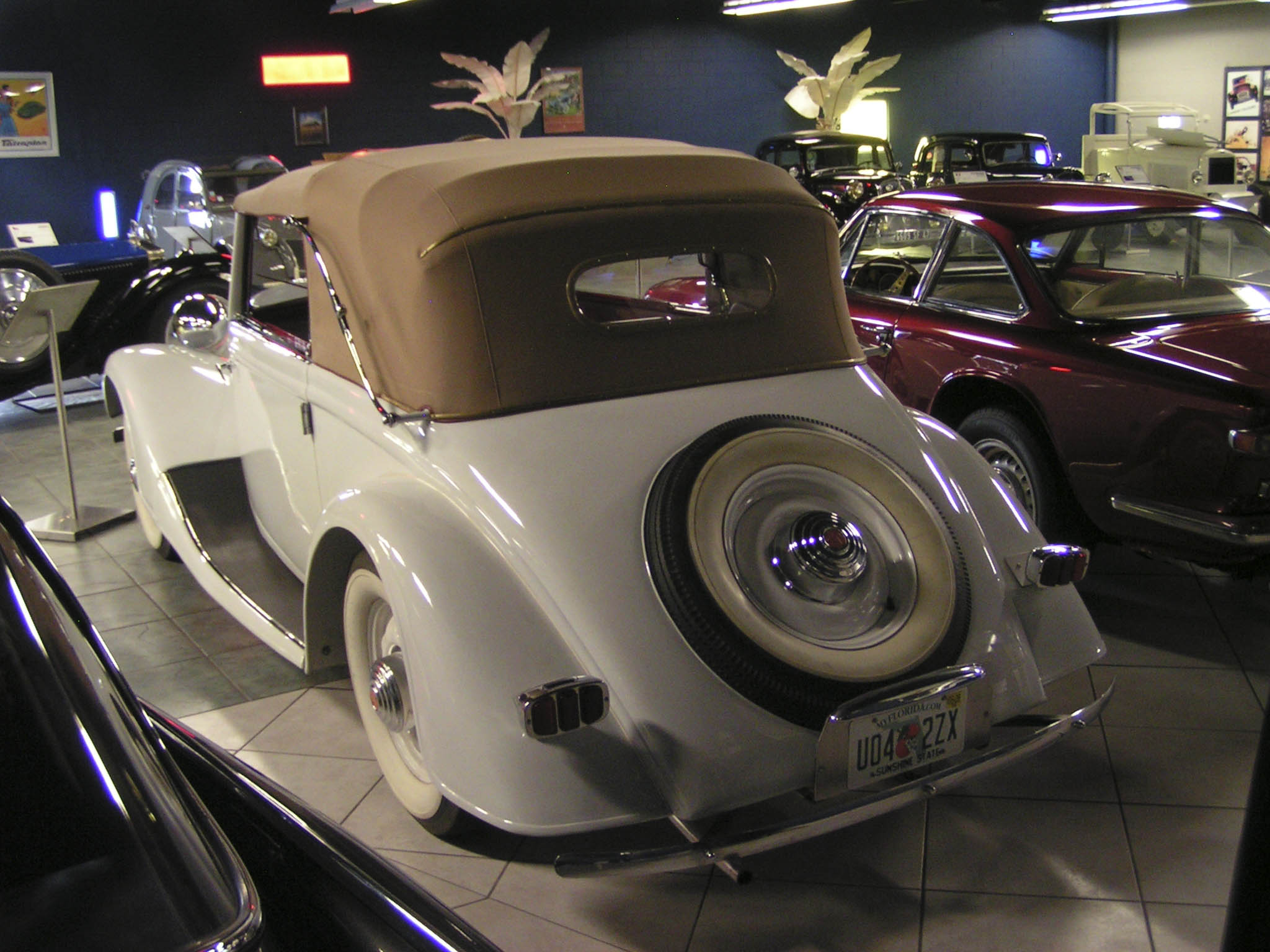
Tatra 75 zezadu
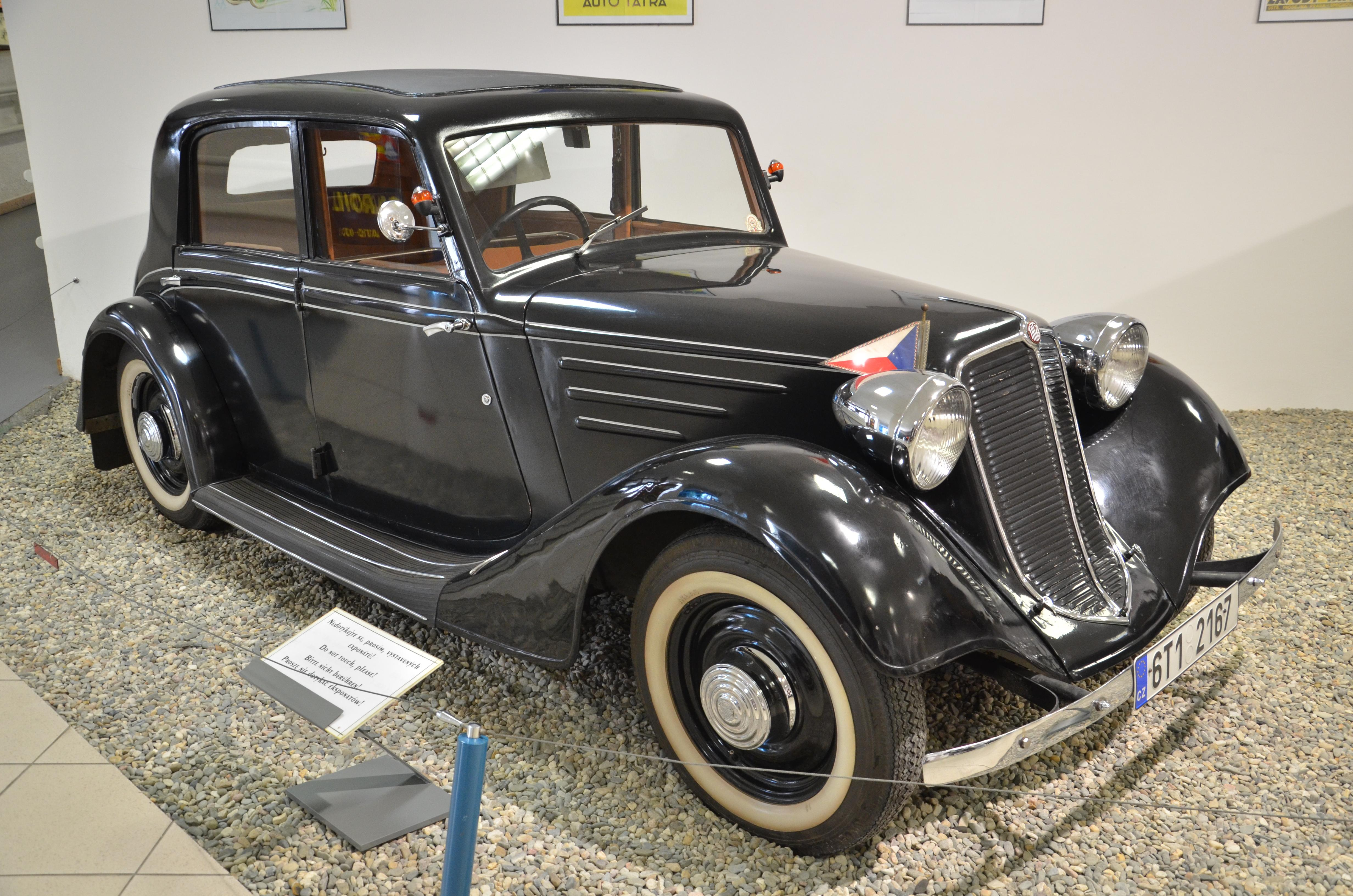
Tatra 75 v kopřivnickém Tatra muzeu